# Мохамед Дауд Дауд
Генерал Мохамед Дауд Дауд (познат и као генерал Дауд и Мохамед Дауд) (1. јануар 1969 — 28. мај 2011) био је авганистански полицајац и генерал, најпознатији као заменик министра унутрашњих послова за борбу против трговине дрогом. Генерал Дауд је раније био господар рата, а касније је постао један од команданата Северне алијансе, који се борио против талибана. Претходно је учествовао у рату против Совјета. Био је један од главних помоћника Ахмада Шах Масуда у Северном савезу, а током рата против талибана командовао је снагама Северног савеза у Кундузу.
Дана 28. маја 2011. године је убијен у покушају талибанског атентата у којем је убијено још шест људи, а немачки генерал Маркус Кнеп, заповедник НАТО снага за северни Авганистан, је рањен. Талибани су преузели одговорност за напад, с тим да је исламски покрет Узбекистана такође имао улогу.